# Dąbrówka Gorzycka
Dąbrówka Gorzycka – wieś w Polsce położona w województwie małopolskim, w powiecie dąbrowskim, w gminie Olesno.
W latach 1975–1998 miejscowość administracyjnie należała do województwa tarnowskiego.
Integralne części miejscowości: Dąbrówki, Pałęk.